# Третий дивизион чемпионата мира по хоккею с шайбой среди юниорских команд 2020
Чемпионат мира по хоккею с шайбой среди юниорских команд 2020 года в III-м дивизионе — спортивное соревнование по хоккею с шайбой под эгидой ИИХФ, которое планировалось провести в группе А с 16 по 22 марта в столице Турции Стамбуле и в группе В, с 29 марта по 4 апреля, в люксембургской деревушке Кокельшойер.
- Международная федерация хоккея (IIHF) из-за распространения коронавирусной инфекции COVID-19 отменила чемпионат мира во третьем дивизионе.

## Регламент
По итогам турнира в группе А: команда, занявшая первое место, получит право играть в группе B второго дивизиона чемпионата мира 2021 года, а команда, занявшая последнее место, переходит в группу B.
По итогам турнира в группе B: команда, занявшая первое место, получила право играть в группе А третьего дивизиона чемпионата мира 2021 года.

## Участвующие команды
В чемпионате примут участие 12 национальных команд — пять из Азии, четыре из Европы и по одной из Австралии и Океании, Африки и Северной Америки. Сборная Бельгии пришла из второго дивизиона, сборная Боснии и Герцеговины и сборная Киргизии будут дебютировать, остальные — с прошлого турнира третьего дивизиона.

### Группа A
| Сборная  | Квалификация                                                                  |
| -------- | ----------------------------------------------------------------------------- |
| Бельгия  | Заняла 6-е место в группе B второго дивизиона и опустилась оттуда в 2019 году |
| Израиль  | Заняла 2-е место в группе А третьего дивизиона в прошлом году                 |
| Исландия | Заняла 3-е место в группе А третьего дивизиона в прошлом году                 |
| Турция   | Хозяева, заняла 4-е место в группе А третьего дивизиона в прошлом году        |
| Мексика  | Заняла 5-е место в группе А третьего дивизиона в прошлом году                 |
| Тайвань  | Заняла 1-е место в группе В третьего дивизиона и поднялась оттуда в 2019 году |

### Группа B
| Сборная              | Квалификация                                                                   |
| -------------------- | ------------------------------------------------------------------------------ |
| Новая Зеландия       | Заняла 6-е место в группе А третьего дивизиона и опустилась оттуда в 2019 году |
| Гонконг              | Заняла 2-е место в группе В третьего дивизиона в прошлом году                  |
| ЮАР                  | Заняла 3-е место в группе В третьего дивизиона в прошлом году                  |
| Люксембург           | Хозяева, заняла 4-е место в группе В третьего дивизиона в прошлом году         |
| Босния и Герцеговина | Дебют в чемпионате                                                             |
| Кыргызстан           | Дебют в чемпионате                                                             |